# Краснопавлівка (станція)
Краснопавлівка — проміжна залізнична станція Харківської дирекції залізничних перевезень Південної залізниці. Розташована на двоколійній електрифікованій постійним струмом лінії Мерефа — Лозова між станціями Біляївка та Герсеванівський у смт Краснопавлівка Лозівського району. На станції зупиняються пасажирські та приміські поїзди.